# Diego López Pacheco y Portugal
Diego López Pacheco y Portugal, también conocido como Diego López Pacheco y Braganza, (Belmonte, Cuenca, 16 de agosto de 1599-Pamplona, Navarra, 27 de febrero de 1653), VII duque de Escalona, VII marqués de Villena, VII conde de Xiquena, X conde de San Esteban de Gormaz, IX marqués de Moya como sucesor de su hijo, grande de España de 1.ª clase y caballero de la Orden del Toisón de Oro. Fue padre de Juan Manuel Fernández Pacheco, creador y primer director de la Real Academia Española, y descendientes, ambos, de Juan Pacheco, I marqués de Villena.

## Origen
Diego López Pacheco nació en una de las más aristocráticas familias de la península ibérica. Su padre era Juan Gaspar Fernández Pacheco, V duque de Escalona, y su madre Serafina de Braganza y Portugal, hija de Juan I de Portugal Pereira y Castro, VI Duque de Braganza, y de Catalina de Portugal, infanta de Portugal.
Estudió en la Universidad de Salamanca, en la que llegó a ser rector de la institución. Se hizo famoso como hombre de letras y de armas. Sirvió en los Tercios, donde ascendió hasta el grado de coronel.
En 1620 contrajo matrimonio en primeras nupcias con su prima hermana Luisa Bernarda de Cabrera y Bobadilla, VII marquesa de Moya. El mismo año que fue nombrado virrey de Nueva España, perdió a su esposa, así que llegó viudo a México. El 22 de febrero de 1644 se casó en Madrid, por poder, en segundas nupcias con Juana de Zúñiga y Sotomayor, fallecida en Pamplona el 17 de febrero de 1652, hija de Francisco López de Zúñiga y Mendoza, VII duque de Béjar y de Ana de Mendoza, duquesa de Mandas y Villanueva.
Su hijo del primer matrimonio fue José Isidro López Pacheco, quien falleció a corta edad (1638-1643), VIII marqués de Moya, XI conde de San Esteban de Gormaz. Sus hijos de su segundo matrimonio fueron Juan Manuel Fernández Pacheco, grande de España, VIII marqués de Villena, VIII duque de Escalona, VIII conde de Xiquena, XII conde de San Esteban de Gormaz, X marqués de Moya, y María Serafina de la Aurora López Pacheco y Portugal.

## Virreinato
Decimoséptimo virrey de la Nueva España, fue nombrado el 22 de enero de 1640. y gobernó del 28 de agosto de 1640 al 10 de junio de 1642. Arribó a Nueva España en compañía del Obispo de Puebla Juan de Palafox y Mendoza quien venía también encargado para abrir los juicios de residencia del marqués de Cadereyta, Lope Díaz de Aux, y del marqués de Cerralbo, Rodrigo Pacheco y Osorio. López de Pacheco, marqués de Villena, pronto se hizo popular, pese a verse obligado a introducir el papel sellado, mermar las arcas para enviar recursos a la Península y convertir en reales los capitales de cofradías y comunidades. Durante su gestión, en 1641, Luis Certin de Canas, gobernador de Sinaloa, obtuvo el apoyo virreinal para intentar, sin éxito, la colonización de las Californias con misioneros jesuitas.
En este año, en la península, se levanta el duque de Medina Sidonia, cuñado de su primo Juan de Braganza, con la intención de independizar Andalucía.

## Desconfianza cortesana
Al año siguiente se gestó la insurrección portuguesa, y el duque de Braganza, primo hermano del duque de Escalona, se coronó como Juan IV, rey de Portugal. Este movimiento produjo notoria inquietud en la Península y se desconfió de la lealtad del virrey de la Nueva España. Por sugerencia del Conde-Duque de Olivares y por instrucciones de la Corona, Juan de Palafox, desde Puebla, donde era obispo, se trasladó ocultamente a la Ciudad de México, y reunidas las autoridades en la noche del 9 de junio de 1642, hizo arrestar a López Pacheco y lo condujo preso al convento de Churubusco y después a San Martín Texmelucan, confiscando sus bienes.
Aprovechando la salida de la flota, volvió a España y acudió a la Corte, presentando sus quejas al rey. Se le dio en parte el dinero que había perdido con la confiscación y fue enviado como virrey al reino de Navarra. Murió en Pamplona el 27 de febrero de 1653.
| Predecesor: Lope Díez de Aux de Armendáriz | Virrey de la Nueva España 1640-1642 | Sucesor: Juan Palafox y Mendoza           |
| Predecesor: Luis de Guzmán y Ponce de León | Virrey de Navarra 1649-1653         | Sucesor: Diego de Benavides y de la Cueva |